# Premisa
Una premisa es cada una de las proposiciones anteriores a la conclusión del argumento. En un argumento válido, las premisas implican la conclusión, pero esto no es necesario para que una proposición sea una premisa: lo único relevante es su lugar en el argumento, no su rol. Al ser proposiciones, las premisas siempre afirman o niegan algo que puede ser verdadero o falso.
Considérese el siguiente argumento:
1. O es martes o es miércoles.
2. Si es martes, entonces tengo que ir a trabajar.
3. Si es miércoles, tengo que ir a trabajar.
4. Por lo tanto, tengo que ir a trabajar.

En este argumento, las proposiciones 1, 2 y 3 son las premisas, y la proposición 4 es la conclusión. Un argumento puede tener cualquier número (en general finito) de premisas, incluso 0 (en cuyo caso la conclusión suele ser un teorema y una verdad lógica).
1. Todos los hombres tienen cabello.
2. David es hombre.
3. Por lo tanto, David tiene cabello.

Hay razonamientos de una premisa (hubo al menos un testigo o Juan lo vio todo), y razonamientos con más de una premisa. Así sucede con los silogismos ordinarios de dos premisas: una «premisa mayor» (que contiene el término mayor, predicado de la conclusión) y una «premisa menor» (que contiene el término menor, que hace de sujeto en la conclusión). Por ejemplo:
1. Todos los mamíferos son animales de sangre caliente. (Premisa mayor)
2. Todos los humanos son mamíferos. (Premisa menor)
3. Por tanto, todos los humanos son animales de sangre caliente. (Conclusión)

En los razonamientos inductivos, la conclusión se obtiene por generalización, a partir de varias premisas particulares. Por ejemplo, a partir de una serie de observaciones (el cobre es un metal y es buen conductor de la electricidad; el hierro es un metal y es buen conductor de la electricidad, etc.) se concluye, por inducción, que (quizás) todos los metales son buenos conductores de la electricidad.
En ocasiones, para alcanzar la conclusión de un razonamiento es necesario utilizar premisas subsidiarias, esto es, suponer más información de la que el razonamiento contempla. Por ejemplo, partir de lo contrario de lo que se desea demostrar. Si de dicho supuesto se deduce un absurdo, entonces se puede afirmar la conclusión sin problemas.
la premisa es la que toma en cuenta una decisión y la vuelve más clara y superficial así se podrá tomar una decisión adecuada.